# A Casa (peça de teatro)
A Casa é uma peça teatral em dois atos escrita por Miguel M. Abrahão em 1978 e publicada em 1981 no Brasil.

## Sinopse
A Casa, comédia de costumes, conta uma história simples, mas é nessa descrição apaixonada e cúmplice das personagens que reside sua grande força. A temática da peça gira em torno de uma ideia amarga e aparentemente cínica: o único meio da mulher se manter é entregar-se à vida. Josinalda, senhora de princípios rígidos, mantém em sua casa com seu minguado salário, a irmã Liduína, a sobrinha Fredegunda e a vizinha, Creuzilene. A vida é aparentemente tranquila e marcada por meras questões domésticas, até que, inesperadamente, um bandido adentra à residência de distintas damas e as toma por refém. A obra resvala, então, para a comédia policial transformando-se, assim, num fascinante jogo intelectual de gato e rato, onde nem tudo parece o que realmente é.